# Platypezina
Platypezina is een geslacht van insecten uit de familie van de breedvoetvliegen (Platypezidae), die tot de orde tweevleugeligen (Diptera) behoort.

## Soorten
- P. connexa (Boheman, 1858)
- P. diversa (Johnson, 1923)